# Alexandre Noll
Alexandre Henri Noll, né  à Reims le 19 mai 1890 et mort à Fontenay-aux-Roses le 30 novembre 1970, est un sculpteur et graveur sur bois français.

## Biographie
Alexandre Henri Noll, fils de concierges, d’une famille originaire d’Alsace, après avoir été tisserand et employé de banque, créa pendant 50 ans des meubles et des sculptures abstraites en bois exotique. Il crée des meubles uniques façonnés en taille directe dans différentes essences de bois massif. Il acquiert une science intuitive du bois, un poli unique, l’utilisation opportune de ses veines et une maîtrise naturelle des courbes et des volumes. En 1937, il présente lors de l’Exposition Internationale des vases, pichets et plats creusés en plein bois et polis. Il participa régulièrement au Salon des artistes décorateurs, dont il fut sociétaire en 1939, puis au Salon des réalités nouvelles dès 1946. Dans les années 1950, il se lance dans la sculpture. Il expose en 1964 à la galerie La Demeure, en 1966 à la galerie de Messine à Paris et disparaît quatre ans plus tard. Il est représenté au musée d’art moderne de la ville de Paris ainsi qu'au musée des beaux-arts de Dijon. Une exposition de ses œuvres eut lieu à Reims à la fin de l’année 1973.
En 1986 Alan Grizot rachète le fonds de la galerie La Demeure, désormais située rue Mazarine. En 1988, Alan Grizot y organise la grande exposition Alexandre Noll, accompagnée d'un livre-objet réalisé à cinq cents exemplaires agrémenté de photographies de Véra Cardot et Pierre Joly, photographes de Noll dans les années 1950.

## Œuvres

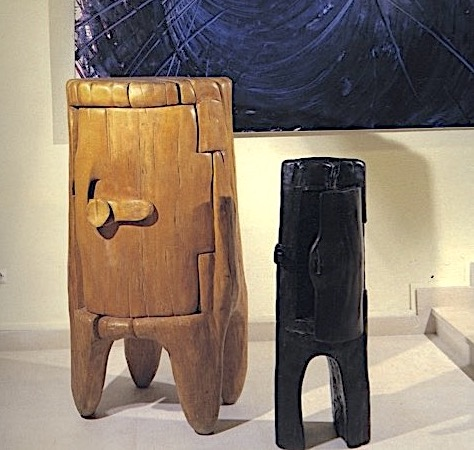